# XII Cuerpo de Ejército (Bando republicano)
El XII Cuerpo de Ejército fue una formación militar perteneciente al Ejército Popular de la República que luchó durante la Guerra Civil Española. Formado por unidades de veteranos, lo largo de la contienda llegó a intervenir una destacada intervención en algunas de las principales batallas de la guerra, como Aragón o el Ebro.

## Historial
La formación fue creada en junio de 1937, en el seno del Ejército del Este. A finales de agosto algunas de sus unidades intervinieron en la ofensiva de Zaragoza, distinguiéndose la 25.ª División en la batalla de Belchite.
En marzo de 1938, al comienzo de la ofensiva franquista, el XII Cuerpo de Ejército tenía establecido su cuartel general en Alcorisa y agrupaba en sus filas a las divisiones 24.ª, 30.ª y 44.ª; cubría el frente que iba desde el río Ebro hasta Vivel del Río. Durante la retirada de Aragón la formación quedó sufrió importantes pérdidas y quedó deshecha. Tras el corte de la zona republicana en dos quedó aislado en Cataluña. Tras ser brevemente disuelto, el XII Cuerpo sería reconstruido y asignado al Ejército del Ebro, agrupando en su seno a las divisiones 16.ª, 44.ª y 56.ª. El mayor de milicias Etelvino Vega fue designado nuevo comandante del XII Cuerpo de Ejército.
Las divisiones 16.ª y 44.ª llegaron a participar en los combates del Ebro, apoyando a las fuerzas de los cuerpos de ejército V y XV. La 56.ª División permaneció en el frente del Segre, donde intervino en los ataques contra Villanueva de la Barca y Serós.
Al comienzo de la campaña de Cataluña el XII Cuerpo de Ejército cubría la línea del Segre. Sus unidades, sin embargo tuvieron un mal desempeño frente a la ofensiva franquista; la 56.ª División prácticamente quedó desbandada, mientras que la 16.ª División se vio impotente para poder ofrecer una defensa organizada. Como consecuencia, Etelvino Vega fue fulminantemente destituido a comienzos de enero de 1939, siendo sustituido por el teniente coronel Francisco Galán. El XII Cuerpo de Ejército, sin embargo, fue incapaz de poder resistir la presión enemiga y emprendió la retirada hacia la frontera francesa.

## Mandos
Comandantes
- coronel de caballería Pedro Sánchez Plaza;[13]
- teniente coronel Claudio Martín Barco;[14]
- mayor de milicias Etelvino Vega;
- teniente coronel Francisco Galán;

Comisarios
- Juan Moles Martínez, de ERC;
- Virgilio Llanos Manteca, del PSUC;[15]
- Saturnino Pérez Martínez, de la CNT;[16]

Jefe del Estado Mayor
- teniente coronel Luis Fernández Ortigosa;[17]
- comandante Anastasio Santiago Rojo;
- mayor de milicias Pedro Ferrando Laura;
- mayor de milicias Ángel Calvo Herrera;[16]

## Orden de batalla
| Fecha               | Ejército adscrito        | Divisiones integradas  | Frente de batalla |
| Junio-julio de 1937 | Ejército del Este        | 25.ª, 30.ª y 44.ª      | Aragón            |
| Octubre de 1937     | Ejército del Este        | 25.ª y 30.ª            | Aragón            |
| Diciembre de 1937   | Ejército del Este        | 24.ª, 30.ª y 44.ª      | Aragón            |
| Abril de 1938       | Agrup. autónoma del Ebro | 16.ª, 44.ª y «Bellvís» | Segre-Ebro        |
| Julio de 1938       | Ejército del Ebro        | 16.ª, 44.ª y 56.ª      | Segre-Ebro        |